# Damtvåan
 Damtvåan (finska: Naisten Kakkonen) är den tredje högsta nivån i fotboll för damer i Finland. Serien styrs av Finlands Bollförbund.

## Så spelas serien
Serien spelas i tre grupper med 10 lag. I var och en av serierna möts lagen två gånger, en gång på hemmaplan och en gång på bortaplan. Gruppvinnarna flyttas upp till Damettan och de två sämsta lagen i varje grupp degraderas till Damtrean. I Damtvåan är det tillåtet för lag i Damettan eller Damligan att ha ett reservlag/farmarklubb.

## Lag säsongen 2010
Grupp A
- AC Kirkkonummi, Kyrkslätt
- Hyvinkään Palloseura, Hyvinge
- Koivukylän Palloseura, Björkby, Vanda
- Malmin Palloseura, Malm, Helsingfors
- Nummelan Palloseura, Nummela
- Porrassalmen Urheilijat -62, S:t Michel
- Pukinmäen Veto, Bocksbacka, Helsingfors
- PEPO Lappeenranta, Villmanstrand
- Tuusulan Palloseura, Tusby
- Vantaan Jalkapalloseura, Vanda

Grupp B
- Ekenäs IF, Ekenäs
- FC Nokia, Nokia
- Hämeenlinnan Jalkapalloseura, Helsingfors
- Kimito Sportförening, Kimito
- Musan Salama, Björneborg
- Nice Futis/2, Björneborg
- Pallo-Iirot, Raumo
- Pargas Idrottsförening, Pargas
- Tampereen Kisatoverit, Tammerfors
- Turun Weikot, Åbo

Grupp C
- Vasa IFK, Vasa
- Iskmo-Jungsund Bollklubb, Korsholm
- FC YPA, Ylivieska
- Kemin Into, Kemi
- Klubi-36, Idensalmi
- Norrvalla FF, Vörå
- Oulun Naisfutis, Uleåborg
- Rovaniemen Palloseura, Rovaniemi
- Seinäjoen Mimmiliiga, Seinäjoki
- VPS Juniorit, Vasa